# Infinite Titanic Immortal
Infinite Titanic Immortal es el primer álbum de la banda A Hill to Die Upon.
El álbum tiene un sonido que mezcla el Melodic Death Metal con elementos de Black metal.

## Recepción
El álbum fue muy bien recibido por la crítica. Theomegaorder.com clamó que "ésta joven banda esta ya operando a un gran nivel", mientras que SOD Magazine calificó al álbum como un "épico, aplastante y poderoso álbum de black metal".[cita requerida]

## Lista de canciones
1. Of Fire and Division - 01:13
2. Prometheus Rebound - 04:24
3. This King Never Smiles - 03:34
4. Season of the Starved Wolf - 05:05
5. Twin Heads of Vengeance - 05:53
6. Heka Secundus (On Slithering Ice) - 03:31
7. We Soulless Men - 01:36
8. The Dark Road - 05:39
9. Titanic Essence - 03:47
10. Eclipse of Serpents - 05:07
11. Rime - 06:04

## Créditos

### Miembros
- Adam Cook - Guitarra, vocalista.
- Elisha Mullins - Guitarra
- Ravn Furfjord - Bajo
- Michael Cook - Batería